# Полиандрија
Полиандрија је врста полигамне брачне заједнице коју сачињавају једна жена и више мушкараца. Овај вид породице се примарно јавља код племена у којима се прати мајчинска линија сродства, а условљен је матриокалним браком, када мушкарци повремено или стално прелазе у женин род. 
Полиандричне могу бити и неке врсте животиња.

## Примери у људској заједници
У индијанском племену Сенека се сматрало нормалним да жена има два мужа. На северозападу Северне Америке у племену Тлингита, жена је поред мужа могла да има и љубавника и то је обично био девер. Слично је било и код становника Алеутских острва.
Код Ескима на Гренланду је честа појава била да жена има два, па и више мужева.
Према извештају из  века код Најара, али и других племена југозападне Индије, након обреда дефлорације жена је могла да одржава односе са сваким Најаром који би јој се допао. Заправо, жена би имала већи углед што би имала више мужева; обично би их било од пет до седам, а највише дванаест. Жена није одлазила њима, већ они њој и приликом посета били су у обавези да јој оставе накит, а њеној мајци неку тканину и тако је практично издржавали. Према старијем обичају, мужеви би живели са њом према унапред утврђеном реду, а остављали би оружје испред куће што би значило да је жена заузета. Заузврат она би им спремала храну и одржавала одећу и оружје. Отац детета би био онај кога жена одреди, али би деца живела са мајком. Женска деца би при томе имала право наследства, а мушка деца би наслеђивала ујаке.
Код Оранг Танијана на Малајском полуострву жене су могле да имају и по четири мужа истовремено. Слично је било и код племена на острву Борнеу у Индонезији.
На Маршалским и Маркешким острвима, према извештају из 19. века, скоро свака жена је имала два мужа, који су међусобно били браћа или пријатељи, али је жена могла узети и неког другог као помоћног мужа. Најчешће би је обојица просили истовремено, а који ће од њих постати главни одлучивао је материјални статус. Понекад се дешавало да жена изабере споредног мужа тек након ступања у брак са главним, али се дешавало и да други мушкарац отме жену и у том случају дотадашњи главни муж, уколико би желео да настави живот са женом, постајао је споредан. Жена би спавала између њих двојице. Према једном опису, сва браћа мужа би постајали секундарни мужеви, а све женине сестре секундарне жене њеног мужа, али то их није спречавало да ступају у друге бракове.
На Тибету, где жене уживају велику слободу, али и за још нека племена средње Азије и северне Индије, карактеристична је тзв. братска полиандрија, где брачни уговор брата који је ожењен, истовремено је и уговор његове браће. Код номадских племена у том делу, жена може имати, осим са деверима, односе и са пријатељима, а постоји и обичај уступања жене странцу због чега је овај у обавези да остави поклон. Према неким изворима, жена није у обавези са буде са сваким девером, већ само са оним којег одабере. У случају да муж нема браћу, у брачну заједницу могу да ступе и рођаци, а у Ласи и централном Тибету и свекар може да буде у том браку, па и мужевљеви стричеви. При томе сви мужеви живе заједно са женом у очинској кући, али онај који се одлучи на одлазак губи право на живот са њима. У источном Тибету, деца која се роде у таквом браку, најстаријег брата називају оцем, а његову браћу „малим“ очевима. Уколико жена остане удовица, на њој је избор са којим ће братом живети. Уколико се одлучи за најстаријег, млађа браћа задржавају право да живе са њом, али ако се одлучи за најмлађег, старија браћа неће имати то право.
Братска полиандрија је средином 19. века била заступљена и код индијских Сика. У Пенџабу су се удруживала браћа, полубраћа и рођаци, па и људи који нису у сродству како би оженили једну жену. Тада они сједињују и своја имања. Сама брачна права би се регулисала на разне начине, на пример, уколико је један од браће често одсутан на путу, приликом његовог кратког боравка, он би имао приоритет. Деца су припадала најстаријем брату, али би и друге називали очевима и била би поносна уколико би имала већи број очева.
Код Тода из Индије, браћа би заједнички просили младу, а прву брачну ноћ би заједно провели у шуми. Деца су припадала свој браћи, осим оног који напусти кућу, а према неким извештајима, прво троје деце би припадало најстаријем, друго троје млађем и тако редом. Супружници нису морали да буду браћа, већ је било довољно да буду из истог клана, чак и ако живе у различитим насељима.
У Ладаку у Индији, жена је могла да поред брака са више браће узме као допунског мужа, најчешће најмлађег брата из неке друге породице. Он није имао право да је напусти, док је она њега могла дарујући му овна или нешто новца. Уколико би постала удовица, могла је да се разведе од друге браће тако што би завезала тканином свој прст уз прст покојног мужа и онда би се та веза исекла.
У опису из 1402. године жене Гијанча на Канарским острвима су имале по три мужа од којих је сваки имао обавезу да се стара о жени, али и о мужу који ће га заменити.
У племенима Леле, Квилу и Касаји у југоисточном Конгу једна жена би постајала тзв. „сеоска жена“ (хохомбе) и само би она имала право да живи са више мушкараца. Она би била ослобођена тежих послова и уживала опште поштовање, као и њена деца.
Код племена Бобо из Обале Слоноваче уколико је имућна жена стерилна, она има могућност да „ожени девојку“ чијој породици даје надокнаду. Тада она постаје жена-„муж“. Девојка има односе са љубавницима, али они немају права на њу. Њен законити муж је заправо жена и према њој се поставља као према свом супругу, који има право и на децу коју је девојка родила. Та деца ову жену-„мужа“ и називају својим оцем.
Полиандрија је била присутна и у Европи. Према Полибију у Спарти је више браће имало заједничку жену. Такође, полиандрија се спомиње и у традицији германских народа, али и у ирским легендама. Братска полиандрија је била позната код Горала у Пољској, али и код старих Руса. У прилог томе сведочи уредба кнеза Јарослава из 11. века која изричито забрањује такве односе.